# Yingo
Yingo fue un programa de televisión juvenil chileno producido y transmitido por Chilevisión entre 2007 y 2013. Fue conducido en sus inicios por Catalina Palacios y Hotuiti Teao. Al igual que su antecesor Mekano, el programa sirvió como plataforma para varias figuras que luego harían carrera en televisión, como Karol Dance, Valentina Roth, Carolina Mestrovic, Mario Velasco y Lucila Vit, entre otros.
El viernes 1 de febrero de 2013, tras seis años de transmisión, el programa finalizó en una emisión más larga de lo normal y en medio de la gran mayoría de sus integrantes históricos.

## Temporadas

### Inicio

#### Primera temporada
La idea original del programa era que dos personas de escasos recursos económicos fueran representadas por un equipo, y en una competencia ganarse una beca de enseñanza superior. El jurado estaba compuesto por la cantante Mónica Rodríguez (Monik) y el periodista Roberto Dueñas. El programa comenzó el 21 de noviembre de 2007. La gran final por la beca fue el 7 de marzo de 2008.
| Mujeres - Lucila Vit - María José Pestán - Verónica Fiore - Mara Coleoni - Jocelyn Medina - Joyce Castiblanco - Leilani Mathews - Mariuxi Domínguez | Hombres - Marco Da Siva - Mario Velasco (Anfibio) - Ernesto Lavín - Gabriel Martina - Daniel Fernández - Gabriel Trovatto - Alain Soulat - Camilo Huerta |

El 17 de marzo de 2008 cambia el formato y los equipos los disolvieron en "Modelais" y "Populais".
| Mujeres - Natalia Rodríguez (Arenita) - Camila Aravena - Valentina Roth - Gabriela Zúñiga (Gaby) - Nicole Romero - Jennifer Iturra (Gussy) | Hombres - Karol Lucero (Karol Dance) - Cristián Jara (Hardcorito) - Erick Manosalva (Lelo) - Rodrigo Avilés (Gallina) - Julio Canessa (Kneza) - Alexander Núñez (Arenito) - Pavel Ramos (Pavlik) |

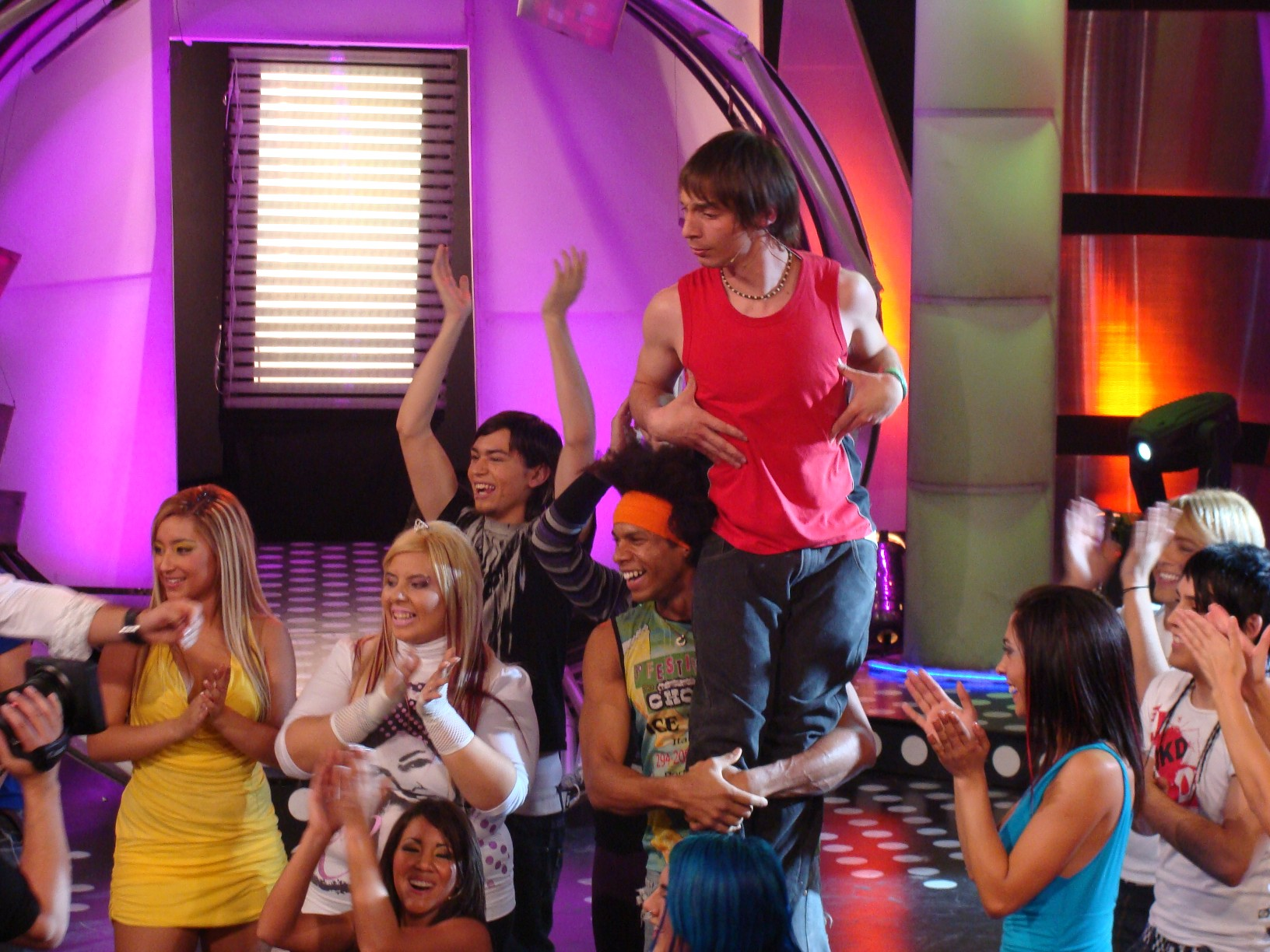
Set del programa Yingo (2008)

Durante este período del programa, entre marzo de 2008 y agosto de 2009, fue una especie de recreo donde no se realizaba ninguna competencia. Sin embargo, sí se mantuvo el jurado, el cual fue un trío femenino compuesto por la periodista Jessica Abudinen, la bailarina Yamna Lobos y la cantante Karen Bejarano. Además se crearon secciones lúdicas dentro del programa y aparecieron nuevos personajes como "Giss-Giss, la enfermera del amor" (Joyce Castiblanco), Jei-Lo y La Diabla (ambos por Nicole Pérez), el vendedor callejero (Camilo Huerta), Super Mail (Karol Dance) y el "barrendero puntúo" (Mario Velasco).

#### Segunda temporada
En julio de 2009 se dio inicio a una competencia por un auto en la cual estaba conformado por parejas y se realizaban diversa pruebas. "Los 4 Hombres y 4 Mujeres más votados fueron los concursante de esta competencia" Esas fueron las condiciones para poder concursar, el voto popular era lo que debía decidir, los 4 Hombres y Mujeres más votados fueron los concursantes de la competencia por un Auto, pero el menos votado fue eliminado para siempre del programa.
La ganadora de esta temporada fue Mónica Ferrada.

#### Tercera temporada
El lunes 16 de noviembre de 2009 comenzó el entrenamiento para la competencia por el departamento en forma individual, luego de la gran final de la competencia por el auto, el cual fue ganado por Mónica Ferrada. El 30 de noviembre los capitanes Gallina y Karol Dance eligieron sus equipos ideales para la competencia (colores Blanco y Verde respectivamente), y al otro día comenzó la competencia de entrenamiento entre los dos equipos, que se mantuvo hasta mediados de enero. El viernes 15 de enero de 2010 se formaron los equipos definitivos para competir, la competencia comenzó el lunes 18 de enero, y finalizó el sábado 17 de julio a las 22:00 horas.
El ganador de esta temporada fue Iván Cabrera.

#### Cuarta temporada
El lunes 19 de julio de 2010, luego de finalizada la competencia por un departamento ganada por Iván Cabrera, comenzó el "recreo" del programa consistente en pruebas recreativas, simulando un entrenamiento para la batalla de los programas juveniles, Mekano, Rojo Fama Contrafama y Yingo. El lunes 2 de agosto comenzó la competencia, se presentaron los 2 equipos que venían a competir al programa, el equipo M y el equipo R (Mekano y Rojo Fama Contrafama respectivamente), y al otro día se eligió el equipo Yingo, entre los integrantes del programa. El miércoles 4 se eligieron los capitanes de los equipos M y R, y al siguiente día el capitán del equipo Yingo. Finalmente el día viernes 6 se conocieron las instituciones a las que representaban los equipos y se dio inicio a la competencia. La misma finalizó en el mes de octubre resultando ganador el equipo Yingo, entregando la camioneta a la Fundación Artesanos de la vida.

#### Quinta temporada
El lunes 6 de diciembre de 2010 comenzó El gran desafío, la quinta competencia del programa, con la presentación de los nuevos integrantes, luego de un mes de entrenamiento. La competencia en esta oportunidad fue de parejas mixtas, que competían en duelos con tal de no quedar en la "La Pitilla". La pareja que peor rendimiento tenía en la semana se batía a duelo eligiendo el público quien se quedaba y quien era eliminado.La competencia terminó el día 27 de mayo de 2011 dando como ganador a Claudio Valdés "El Gitano" por sobre Lucía Covarrubias.

#### Sexta temporada
Hubo 2 equipos en esta competencia, el equipo de los hombres capitaneado por Iván Cabrera y el de las mujeres por Laura Prieto. La competencia fue meramente de talento y sus jurados fueron: May Schuster, Daniel Guerrero, Carlos Figueroa y el presidente del jurado Ricardo Cantin.

#### Séptima temporada
Luego del bajo índice de audiencia de Yingo, el programa decidió cancelar su competencia anterior y realizar una "segunda etapa" en la competencia Las Estrellas Del Futuro, trayendo así a los más emblemáticos del programa. Hubo dos equipos que fueron "Los Talentosos" y "Los Históricos". La competencia fue de talentos y el jurado estuvo compuesto por Francesca Cigna "Blanquita Nieves", Willy Gaisee y por su presidente, Ricardo Cantín.

### Guerra de los sexos

#### Primera temporada
El día lunes 21 de noviembre de 2011, comenzó la primera temporada de Yingo - Guerra de los sexos. Premio Final: Un auto 0 km Finalizó el jueves 29 de diciembre, siendo el gran ganador del auto Kevin Vásquez.

#### Segunda temporada
El día miércoles 4 de enero de 2012, comenzó la segunda temporada de Yingo - Guerra de los sexos. Premio Final: Viaje a Cancún para 2 personas todo pagado. Finalizó el lunes 30 de enero, siendo el gran ganador del viaje Cristian Jara "Hardcorito".

#### Tercera temporada
El día martes 31 de enero de 2012, comenzó la tercera temporada de Yingo - Guerra de los sexos. Premio Final: Viaje a Brasil. Finalizó el viernes 16 de marzo, siendo el gran ganador del viaje Alexander Nuñez "Arenito".

#### Cuarta temporada
El día lunes 19 de marzo de 2012 se inició la undécima competencia de Yingo, la cual hizo competir a dos grupos, de hombres y mujeres, los cuales estuvieron integrados por estudiantes secundarios y figuras clásicas del programa, es decir, los grupos de competencia tendrían una mixtura entre anónimos y famosos. La idea es que compitieran por medio de pruebas, por ejemplo, de conocimiento y cultura general. Las competencias se extenderían por toda una semana y los días viernes se determinaría quién es el grupo ganador, el cual se llevaría un premio en dinero equivalente a CL$ 1.000.000. Este monto en efectivo iría para los estudiantes, que decidirían en qué lo gastarían, si para hacer una gira de estudios o una fiesta de graduación, por nombrar sólo algunas alternativas. Con respecto a los participantes famosos del programa, al estar en el equipo ganador se salvarían de que puedan ser eliminados para siempre de “Yingo”. Es que si pertenecen al equipo perdedor, uno de ellos sería eliminado semanalmente. Un proceso de eliminación en el que los nominados a dejar el espacio se elegirían por medio de la votación de sus compañeros, mientras que sería el público quien finalmente votara para sacar a alguien del programa.

### Yingo Girls
En este reality competencia 5 chicas participaban para ingresar al docu-reality de las Yingo Girls, para ello deberán superar diversas pruebas para acumular puntajes. La ganadora no solo ingresaba al Docu de Yingo Girls sino que sería  la nueva animadora de Yingo verano 2013.

### Yingo Girls and Boys
En este reality competencia todo el elenco participaba para ingresar al nuevo arco de 'Yingo Girls and Boys', para ello deberían superar diversas pruebas para acumular puntajes. La o el ganador no solo ingresaría al docu de Yingo Girls and Boys sino que sería la o él nuevo animador de Yingo verano 2013.
Las ganadoras resultaron ser Connie Mengotti y Faloon Larraguibel, que fueron elegidas mediante votación del público.

## Generación Yingo
Estos son algunos de los integrantes más reconocidos que fueron parte de Yingo:
- Jeniffer Iturra (Gussy)
- Alexander Núñez (Arenito)
- Carla Cáceres
- Camilo Huerta
- Carolina Mestrovic
- Cristian Jara (Hardcorito)
- Ernesto Lavín
- Faloon Larraguibel
- Francisca Ayala
- Francisco Rodríguez (Pancho)
- Gianella Marengo
- Iván Cabrera
- Jocelyn Medina
- Joyce Castiblanco
- Julio Canessa (Kneza)
- Karen Paola
- Karol Lucero (Karol Dance)
- Katherina Contreras
- Laura Prieto
- Lucila Vit
- Maite Orsini
- Mario Velasco
- María Auxiliadora Domínguez (Mariuxi)
- Miguel Devia (Mortadela/Papi Micky)
- Mónica Ferrada
- Natalia Rodríguez (Arenita)
- Rodrigo Avilés (Gallina)
- Rodrigo del Real (Rigeo)
- Valentina Roth

## Bandas sonoras

### Yingo
| N.º | Título                                      | Duración |  |
| 1.  | «Chico de bombón» (Catalina Palacios)       | 3:03     |  |
| 2.  | «El baile de la tribu» (Mario y Team Yingo) | 2:55     |  |
| 3.  | «El alicate» (Marco Da Silva)               | 3:08     |  |
| 4.  | «El baile del cachete» (Ernesto Lavín)      | 3:05     |  |
| 5.  | «Déjame vivir» (Marco Da Silva)             | 3:20     |  |
| 6.  | «Haciendo trampas» (Leyla y Marco)          | 2:50     |  |
| 7.  | «Salta» (Catalina y Hotuiti)                | 3:01     |  |
| 8.  | «Mi dulce niña» (Mario Velasco)             | 3:23     |  |
| 9.  | «Mueve el esqueleto» (Marco Da Silva)       | 2:50     |  |
| 10. | «El africano» (Mariuxi y Team Yingo)        | 2:51     |  |
| 11. | «Aquí nadie está cansao'» (Ernesto Lavín)   | 3:02     |  |
| 12. | «Veo veo» (Gabriel M. y Gabriel T.)         | 3:08     |  |
| 13. | «Kulikitaka» (Jocelyn y Lucila)             | 3:05     |  |
| 14. | «Yingo» (Donko & La Secta)                  | 2:56     |  |

### Yingo 2
| N.º | Título                                                | Duración |  |
| 1.  | «Te extraño» (Hardcorito y Kneza)                     |          |  |
| 2.  | «Soy como soy» (Lelo)                                 |          |  |
| 3.  | «La foto» (Joyce)                                     |          |  |
| 4.  | «La cahuinera» (Jei Lo)                               |          |  |
| 5.  | «Así es el amor» (Karen Paola y Carolina Mestrovic)   |          |  |
| 6.  | «No somos poncias» (Camila y Arenita)                 |          |  |
| 7.  | «Cuéntale» (Valentina Roth)                           |          |  |
| 8.  | «Toca toca» (Rigeo)                                   |          |  |
| 9.  | «Acércate a mí» (Yamna Lobos)                         |          |  |
| 10. | «Ven a bailar conmigo» (Joyce)                        |          |  |
| 11. | «La carta» (Jei Lo)                                   |          |  |
| 12. | «Despierte a los chinos» (Rigeo)                      |          |  |
| 13. | «Vivo en rebeldía» (Carolina Mestrovic)               |          |  |
| 14. | «Quiero saber» (Carolina Mestrovic)                   |          |  |
| 15. | «¿Quién te echó ficha?» (Mario "El Anfibio" y Camilo) |          |  |
| 16. | «Pa' la playa» (Mario "El Anfibio" y Camilo)          |          |  |
| 17. | «Candela» (Jocelyn y Mariuxi)                         |          |  |
| 18. | «Necesito de tu amor» (Karol Dance)                   |          |  |

## Series originales

### Amor virtual
En marzo de 2010, Yingo estrenó su primera serie llamada Amor virtual, siendo previamente llamada Chica eléctrica, integrando el elenco de la misma los integrantes del programa. Su historia gira en torno a dos escolares "pernos" que crean mediante un computador a la chica ideal, pero ésta aparecería en el colegio revolucionando el ambiente escolar y dando a estos dos "nerds" el estatus de chicos populares y galanes empedernidos.

### Don diablo
En septiembre de 2010, se estrena la segunda serie llamada Don Diablo, quien tiene como protagonistas a Carolina Mestrovic y a Karol Dance.
La historia comienza cuando Luciano Fernández (Felipe Armas), un tipo excéntrico con una alegría desbordante y muy llamativa, se presenta a su hijo, Ángel Bonilla (Karol Lucero), un muchacho tranquilo y tímido que ha quedado huérfano tras la muerte de su madre, aplastada por un piano, además este está perdidamente enamorado de Malena Malebrán (Carolina Mestrovic), la chica más popular de su colegio, y a la cual conoció un mes antes en una playa.
Hay enredos y tríos amorosos, donde aparecen dos personajes claves: Blanca (Catalina Palacios), una joven buena -que en verdad es una ángel- que quiere a Ángel y hará todo por lograr su amor; Virginia (Yamna Lobos) una sexy profesora que atraía incluso a Carlangas (Rodrigo Avilés) uno de sus alumnos; Bastián (Iván Cabrera) un deportista atractivo e inteligente que trataba de separar a Malena de Ángel.

### Vampiras
El 6 de abril de 2011, se empieza a emitir la serie Vampiras, que tiene como protagonistas a Violeta Piuchen (Carla Jara), Verona Piuchen (Gianella Marengo), Vania Piuchen (Faloon Larraguibel), Nicolás Zarricueta (Karol Dance) y Tuco Zarricueta (Rodrigo Avilés), alias "Gallina" que son tres "Vampihumanas" que se van del campo a la ciudad en busca de nuevas oportunidades. Buscando enamorarse y romper su maldición de vampiras pero cuando sepan que la leyenda no era real deberán buscar la solución a través de divertidas aventuras, clásicos villanos y el amor verdadero. Encontrar nuevos personas en su vida y enemigas que intentaran separarlas de su amores.

### Gordis
El 2 de enero de 2012, se empieza a emitir la serie Gordis, que tiene como protagonistas a Karla Vásquez y Faloon Larraguibel. Mostrando a una tierna y soñadora chica llamada Amelia que esta enamoradísima de Carter Carrington, lamentablemente le hacen una cruel broma que es cortesía de los populares, hasta que Amelia encuentra una botella y sale un chistoso genio y le pide convertirse en Carrie. Carrie poco a poco se irá enamorando de Patrick y olvida a Carter pero cuando Carter decide cambiar y ser bueno, se confunde y queda enamorada de los dos, luego Carrie empezara a desempeñar su propia personalidad quedando como otra persona, mientras Carter olvida a Carrie e intenta reconquistar a Amelia.

## Internacionalización
| País     | Canal    | Emitido entre                                | Temporadas   |
| -------- | -------- | -------------------------------------------- | ------------ |
| Paraguay | El Trece | 7 de marzo de 2011 – 29 de diciembre de 2014 | 8 temporadas |
| Ecuador  | Ecuavisa | 23 de marzo de 2015 – 17 de julio de 2015    | 1 temporada  |
| Bolivia  | Red UNO  | 9 de abril de 2018 – 31 de diciembre de 2018 | 2 temporadas |

## Premios y nominaciones
| Año  | Premiación     | Categoría                 | Recibidor              | Resultado |
| ---- | -------------- | ------------------------- | ---------------------- | --------- |
| 2008 | TV Grama       | Mejor Programa Juvenil    | Mejor Programa Juvenil | Ganador   |
| 2008 | TV Grama       | Mejor Animador(a) Juvenil | Catalina Palacios      | Ganadora  |
| 2008 | Copihue de Oro | Mejor Programa Juvenil    | Mejor Programa Juvenil | Ganador   |
| 2009 | TV Grama       | Mejor Programa Juvenil    | Mejor Programa Juvenil | Ganador   |
| 2010 | TV Grama       | Mejor Programa Juvenil    | Mejor Programa Juvenil | Ganador   |
| 2010 | TV Grama       | Mejor Animador(a) Juvenil | Karol Dance            | Nominado  |
| 2010 | Golden Tie     | Revelación Juvenil        | Karol Dance            | Ganador   |
| 2011 | TV Grama       | Mejor Animador Juvenil    | Karol Dance            | Ganador   |
| 2011 | Golden Tie     | Rostro popular 2011       | Karol Dance            | Ganador   |
| 2012 | La Tuna De Oro | Mejor Programa Juvenil    | Mejor Programa Juvenil | Ganador   |
| 2013 | TV Grama       | Mejor Programa Juvenil    | Mejor Programa Juvenil | Ganador   |